# 西尔克·金特
西尔克·金特（德語：Silke Günther，1976年12月29日—），德国女子赛艇运动员。她曾代表德国参加世界赛艇锦标赛，获得一枚金牌、一枚银牌和二枚铜牌。她也曾参加2004年夏季奥运会。